# Odin Thiago Holm
Odin Thiago Holm, né le 18 janvier 2003 à Trondheim en Norvège, est un footballeur norvégien qui joue au poste de milieu offensif au Los Angeles FC, en prêt du Celtic FC.

## Biographie

### En club
Né à Trondheim en Norvège, Odin Thiago Holm joue en équipe de jeunes pour le Ranheim Fotball lorsqu'il est repéré par Manchester United, qui le prend à l'essai en 2018 alors qu'il vient de faire forte impression lors d'un tournoi basé en Pologne, la Sambor Youth Cup, où il est élu meilleur joueur,. Alors qu'il est vu comme l'un des joueurs les plus prometteurs de sa génération et que plusieurs clubs européens s'intéressent à lui, il rejoint le Vålerenga Fotball en janvier 2019 à l'âge de 15 ans. Il était par ailleurs courtisé par un autre club norvégien, le Rosenborg BK avant de choisir Vålerenga. Bien qu'il ait grandi en tant que supporter de Rosenborg, il fait le choix de rejoindre Vålerenga, privilégiant un club qui lui promet qu'il aurait sa chance en équipe première.
Holm fait ses débuts en première division norvégienne le 1er décembre 2019, face au Mjøndalen IF, lors de la dernière journée de la saison 2019. Il entre en jeu à la place de Magnus Lekven lors de cette rencontre perdue par son équipe (1-0 score final) ,.
Il inscrit son premier but en professionnel le 22 décembre 2020, lors d'une rencontre de championnat contre l'IK Start. Son équipe l'emporte largement par quatre buts à zéro ce jour-là.
Le 22 juin 2023, Odin Thiago Holm rejoint l'Écosse afin de s'engager en faveur du Celtic FC,.
Le 13 janvier 2025, le Los Angeles FC annonce le recrutement de Odin Thiago Holm sous la forme d'un prêt d'une saison, soit jusqu'en décembre 2025.

### En sélection
Avec les moins de 17 ans il compte trois sélections, toutes obtenues en 2020.
En 2021, Odin Thiago Holm joue pour l'équipe de Norvège des moins de 18 ans et se fait notamment remarquer le 9 octobre 2021 en inscrivant son premier but lors de la large victoire de son équipe face au Pays de Galles (5-0 score final).
En septembre 2022, Odin Thiago Holm est convoqué pour la première fois avec l'équipe de Norvège espoirs,. Il joue son premier match avec les espoirs un an plus tard, le 7 septembre 2023, contre Saint-Marin. Il entre en jeu à la place de Tobias Gulliksen et son équipe l'emporte par sept buts à zéro.

## Vie privée
En 2020 il affirme rêver de jouer un jour au FC Barcelone, il prend d'ailleurs pour modèle Thiago Alcántara. Son admiration pour le milieu de terrain espagnol pousse Holm a choisir d'ajouter "Thiago" comme deuxième prénom en 2017.

## Palmarès

### En club
- Celtic Glasgow
  - Champion d'Écosse en 2024.